# Vasile Silvian Ciupercă
Vasile Silvian Ciupercă (n. 14 iulie 1949 – d. 31 iulie 2022) a fost un deputat român în legislatura 2000-2004, ales în județul Ialomița pe listele partidului PSD.
Vasile Silvian Ciupercă a fost membru în grupurile parlamentare de prietenie cu Marea Britanie, Bolivia și Bosnia-Herțegovina. Deputatul Vasile Silvian Ciupercă a devenit deputat din ianuarie 2001, în locul deputatului PSD Marian Bălan.